# Annectacarus perezinigoi
Annectacarus perezinigoi är en kvalsterart som beskrevs av Calugar och Vasiliu 1983. Annectacarus perezinigoi ingår i släktet Annectacarus och familjen Lohmanniidae. Inga underarter finns listade i Catalogue of Life.